# Minna Nyhus
Minna Nyhus Larsen f. Nyhus Nielsen (25. oktober 1939 i Odder – 25. februar 1989) var en dansk operasangerinde. Hun studerede i Århus og i Rom og blev efter endt uddannelse ansat på Den Jyske Opera, hvor hun fik sin debut i 1972 i Poppeas kroning. I 1974 blev hun engageret til Det kongelige Teater, hvor hun var mezzosopranpartier i en række operaer som Carmen, Barberen i Sevilla, Hertug Blåskægs borg, Fyrst Igor, En skærsommernatsdrøm, Salome (opera), Saul og David og Maskarade. Herudover medvirkede hun ved mange koncerter og oratorieopførelser rundt omkring i landet.
Hun var gift med tegneren og maleren Karl Johan Larsen; de begik kollektivt selvmord i 1989.